# Formula One 04
Formula One 04 – gra o tematyce Formuły 1 wyprodukowana oraz wydana przez Sony Computer Entertainment. Premiera gry po raz pierwszy miała miejsce dnia 30 lipca 2004 roku na świecie i Europie, 22 września 2004 roku wydano ją w Japonii a 30 lipca 2005 roku w Stanach Zjednoczonych.
Gra posiada oficjalną licencję na używanie prawdziwych nazwisk kierowców, a także znaków firmowych oraz nazw rywalizujących zespołów.

## Tryby gry wieloosobowej
PlayStation 2: Liczba graczy od 1 do 2.
- Split screen

## Odbiór gry
Agregator GameRankings dał grze 77,96 na 100 punktów.